# 青柳頼長
青柳 頼長（あおやぎ よりなが）は、戦国時代から安土桃山時代にかけての武将。受領名は伊勢守。信濃国先方衆で筑摩郡青柳城主。

## 経歴
青柳清長の嫡男として誕生。
青柳氏は信濃国の麻績氏の一族という。青柳氏は父・清長の代に武田晴信から麻績郷（現・長野県東筑摩郡麻績村）を与えられ以降麻績の姓を名乗る。
天正10年（1582年）、甲斐武田氏が滅亡し直後の本能寺の変が発生し天正壬午の乱が発生し、頼長は当初上杉景勝に従う。しかし、徳川家康の庇護を受けていた小笠原貞慶が深志城を回復すると、松本平と善光寺平を結ぶ北国西街道の要衝にあった青柳城は上杉・小笠原の争奪の場となり、天正11年4月から翌年にかけて両者で青柳城の争奪戦が繰り広げられている。その後頼長は貞慶と和議を結んだが、天正15年（1587年）に深志城に招かれ、城内で謀殺された。その後青柳城は小笠原軍に接収され、青柳氏は没落した。『信府統記』には真田昌幸を通じて上杉景勝と内通したためと記されている。
子の清庵は真田家臣となり、慶長5年（1600年）の真田昌幸の九度山行きに随行した16名のうち、真田信繁（幸村）と共に大坂入城した数少ない一人である。昌幸死後、他の家臣が上田に戻っていったのに対して、清庵は高梨内記らと共に幸村の元に九度山にとどまり大坂の陣に出陣。 最後は大坂夏の陣にて幸村と共に討死したとみられている。